# Chęciński
Nazwisko polskie, od nazwy miejscowości Chęciny lub Chęcin.
- Arkadiusz Chęciński (ur. 1971) – polski samorządowiec i przedsiębiorca, prezydent Sosnowca
- Czesław Chęciński (1851–1916) – polski lekarz patolog, malariolog
- Jan Chęciński (1826–1874) – polski pisarz, librecista, aktor teatralny
- Marian Chęciński (1894–1937) – polski działacz komunistyczny
- Michał Chęciński (1924–2011) – oficer PRL-owskiego kontrwywiadu wojskowego
- Piotr Chęciński (ur. 1981) – polski dziennikarz telewizyjny
- Sylwester Chęciński (1930–2021) – polski scenarzysta i reżyser filmowy